# Dolina św. Antoniego
Dolina św. Antoniego – niewielka dolina na Słowacji przy ujściu Lipnika do Dunajca, na granicy dwóch regionów geograficznych: Pienin i Magury Spiskiej. Od wschodniej strony ograniczona jest wzniesieniem Klasztornej Góry (557 m), od zachodu wzniesieniem Uhliská (600 m) i bezimiennym szczytem 623 m. W dolinie tej znajduje się Czerwony Klasztor. Nazwa doliny jest bardzo stara, taką nazwą określano tę dolinę już w 1324 r.

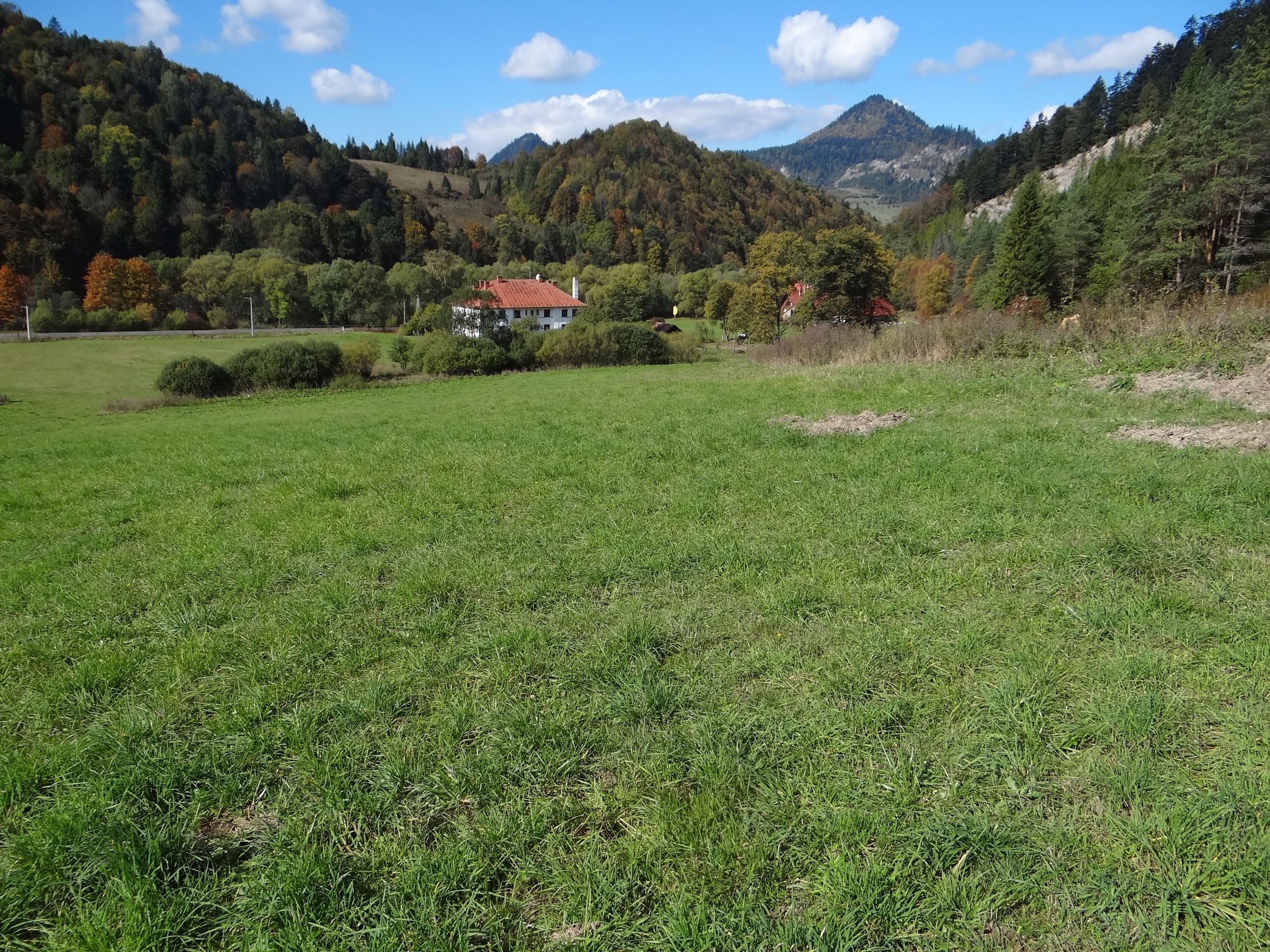
Dolina św. Antoniego
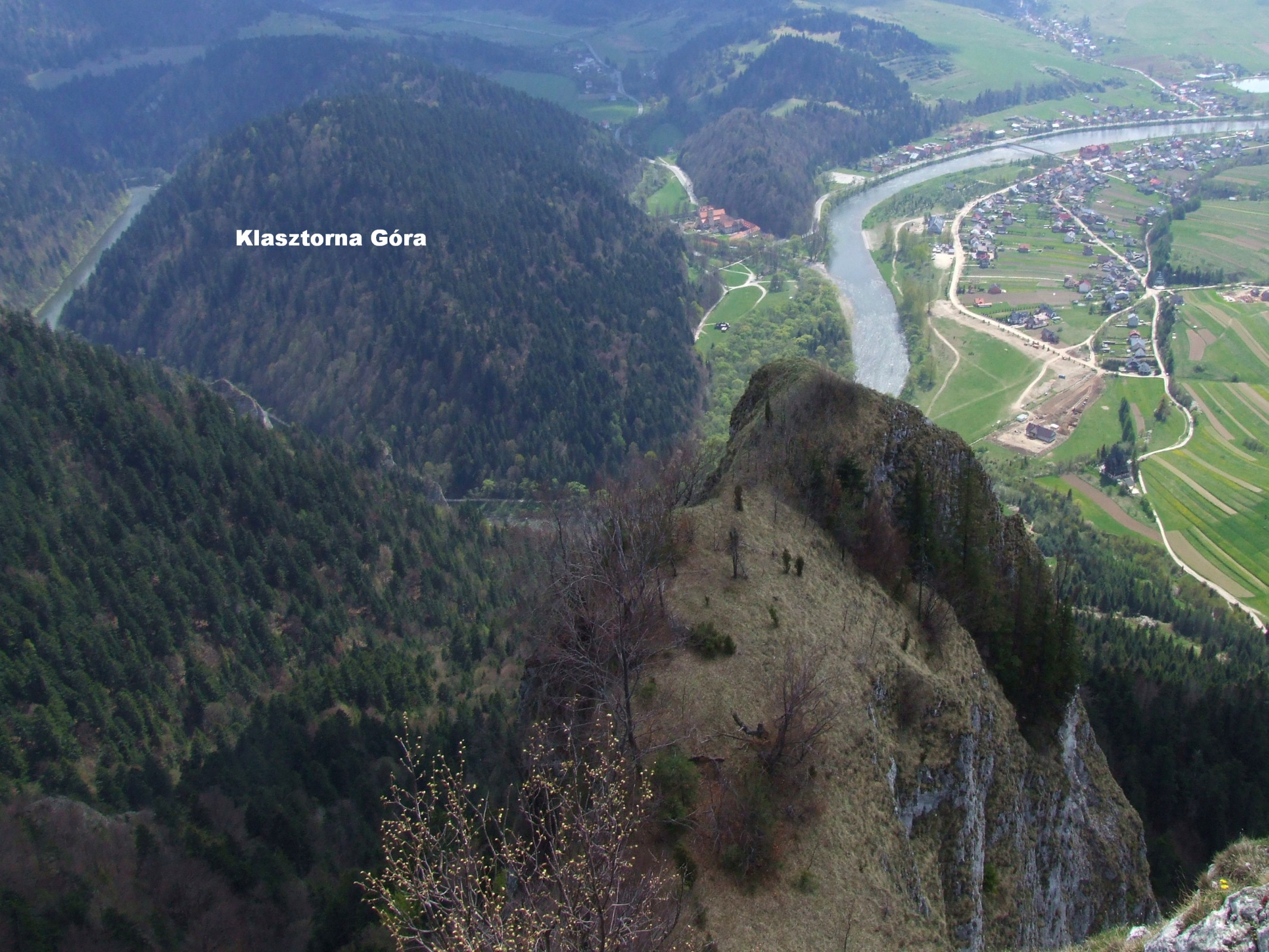
Widok z Trzech Koron